# Hans Hermann

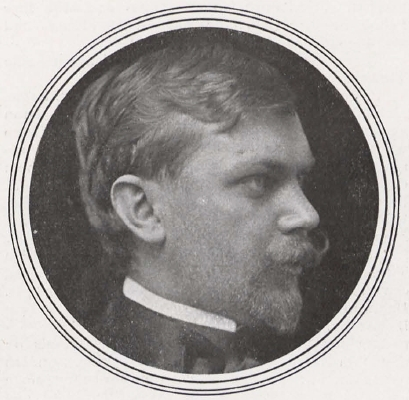
Hans Hermann 1902.

Hans Hermann, född 17 augusti 1870 i Leipzig, död 18 maj 1931 i Berlin, var en tysk tonsättare. 
Hermann försörjde sig i barna- och ynglingaåren som musikant, men började 1893 studera musik för Heinrich von Herzogenberg i Wien och gjorde därefter sig ett namn som tonsättare, i synnerhet av formsäkra visor, i vilka "harmlös glättighet förenas med lidelsefull romantik".